# Renato Scorticati
Renato Scorticati (* 25. Juni 1908 in Reggio Emilia; † 23. Januar 1978 in Albinea) war ein italienischer Radrennfahrer.

## Sportliche Laufbahn
Scorticati war im Straßenradsport aktiv.  Als Amateur gewann er den nationalen Titel im Mannschaftszeitfahren, 1928 mit Vasco Bergamaschi, Bruno Catellani und Aniceto Tirelli. 1929 war er mit Fortunato Manicardi, Bruno Catellani und Ettore Morellini erfolgreich. Von 1936 bis 1938 war er Unabhängiger und Berufsfahrer. Er gewann die Eintagesrennen Coppa del Re 1931, Giro del Lazio 1934, Giro del Veneto 1936 und Milano–Mantova 1937. Dritte Plätze holte er im Giro del Veneto 1930, bei Milano–Modena 1933 und 1935 sowie im Giro della Romagna 1937.
Den Giro d’Italia bestritt er achtmal. 1931 wurde er 15., 1932 10., 1933 21., 1934 13., 1935 21., 1936 24. 1937 und 1938 beendete er die Rundfahrt nicht. In der Tour de France 1933 war er ausgeschieden.